# Microxenops
Microxenops is een geslacht van zangvogels uit de familie ovenvogels (Furnariidae).

## Soorten
Het geslacht kent de volgende soort:
- Microxenops milleri – Roodstaartxenops